# كتابة تفاعلية
وصفت الكتابة التفاعلية من قبل شوارتز على أنها «طريقة تعليمية يتفاوض فيها الطلاب والمعلمون حول  الموضوع الذي سيتم الكتابة عنه ثم يتشاركون بالقلم لبناء الرسالة». الكتابة التفاعلية هي حدثٌ تعاونيٌ بحيث يكون النص مؤلف ومكتوب من قبل مجموعة من الأشخاص، أي بالتشارك. يستخدم المعلمون جلسات الكتابة التفاعلية لتمثيل استراتيجيات الكتابة والقراءة، وأيضاً ربط الطلاب بتأليف النصوص.
وأدرجت الكتابة التفاعلية تحت عنوان (فاونتاس وبينيل) كجزءٍ من إطارها المتوازن لمحو الأمية. مشابه للكتابة المشتركة، سمحت الكتابة التفاعلية للطلبة والمعلمين «بتشارك القلم» حرفياً لخلق جملة أو رسالة مشتركة. وتستخدم الكتابة التفاعلية في الصفوف الأساسية، فهي وسطٌ تعليميٌ قويٌ لتعليم الصوتيات، مبادئ التهجئة، ومهارات أساسية أخرى في الكتابة المبكرة.
ويرد شرح وتفصيل لهذا الشكل من الكتابة التفاعلية في كتاب «الكتابة التفاعلية»: كيف تجتمع اللغة ومحو الأمية، من تأليف أندريا مكناير، غاي سو بينيل، وآيرين فاونتاس.
وقد وصف آخرون الكتابة التفاعلية وصفاً مختلفاً بأنها طريقةٌ تستخدم في تعليم القراءة والكتابة، ولا سيما بالنسبة لصغار الأطفال، حيث تتاح للطلاب فرصة التدرب على مهارات القراءة والدراسة والكتابة في بيئةٍ آمنةٍ وإبداعيةٍ.
وبهذه الطريقة يكتب المعلم (المعلمون) والطلاب بعضهم إلى بعض بواسطة الرسائل، أو مجلات الحوار، أو لوحة الرسائل. وللطلاب حرية اختيار الموضوع وطول كتاباتهم. ويستجيب المدرسون دون تصحيحٍ أو انتقادٍ أسلوب الكتابة أو القواعد النحوية، بل يقومون بنمذجة أشكال الكتابة الأكثر ملاءمةً.
وتهدف هذه الطريقة إلى تمكين الأطفال من أن ينظروا إلى معرفة القراءة والكتابة بوصفه شيئاً ذا مغزى وممتعاً، بدلًا من أن يكون نشاطاً مدرسياً مخرباً للعقل. ويكون التركيز على الطلاقة لا على الدقة. والمبدأ الذي يستند إليه هو«اكتب لتتعلم، لا تعلّم لتكتب». وعلى هذا النحو فإنها تتعلق بنهج المدخل اللغوي الكلي الذي يركز على المتعلم.